# Eyes Adrift
Это статья об американской гранж-группе. Об английской рок-группе см. Eyes Adrift (английская группа).
Eyes Adrift — супер рок-группа, состоящая из Криса Новоселича (в прошлом бас-гитарист Nirvana), Курта Кирквуда (гитарист и вокалист из группы Meat Puppets) и Бэта Гауда (барабанщик из групп Sublime и  Long Beach Dub Allstars). В 2002 году они выпустили самоозаглавленный альбом, который являлся смесью панка, гранжа и кантри, соединив вместе весь их предыдущий опыт. Позднее коллектив распался, прекратив существование в 2003 году после провала их дебютного альбома. Кирквуд и Гауд вместе организовали супергруппу Volcano. Альбом в настоящее время не издаётся.

## Дискография

### Самоозаглавленный альбом
Eyes Adrift единственный музыкальный альбом, выпущенный группой 24 сентября 2002 года. Композиция «Alaska» с него в виде сингла выпускалась в Великобритании 3 марта 2003 года. Рецензия - Allmusic  ссылка

### Список композиций
| №   | Название                    | Длительность |
| --- | --------------------------- | ------------ |
| 1.  | «Sleight of Hand»           | 4:11         |
| 2.  | «Alaska»                    | 2:51         |
| 3.  | «Inquiring Minds»           | 2:46         |
| 4.  | «Untried»                   | 3:56         |
| 5.  | «Blind Me»                  | 4:01         |
| 6.  | «Dottie Dawn & Julie Jewel» | 3:04         |
| 7.  | «Solid»                     | 3:37         |
| 8.  | «Pyramids»                  | 5:13         |
| 9.  | «Telescope»                 | 4:06         |
| 10. | «Slow Race»                 | 5:00         |
| 11. | «What I Said»               | 4:34         |
| 12. | «Pasted»                    | 15:33        |

Композиция «Inquiring Minds» посвящена ДжонБенету Рамси.
Японская версия альбома, выпущенная 29 января 2003, включала в себя два дополнительных трека, «Son of Pasted» и «The Cup & The Lip». Австралийская редакция альбома называлась не «Eyes Adrift», а, как ни странно, «Bud, Curt & Krist».

## Сингл «Аляска»
CD с синглом «Alaska» вышел 2 декабря 2003 года и включал в себя треки «The Jerk» и «The Cup & the Lip». «The Jerk» и «Son of Pasted» были одноимёнными песнями, переименованными после выхода японской версии.

## Состав
- Крис Новоселич — бас-гитарист
- Курт Кирквуд — гитарист, вокалист
- Бэт Гауд — барабанщик, перкуссия, синтезатор
- Джимми Шортелл — трубач